# Caloian
Caloianul (în greacă kalos = „bun” și Iani = „Ioan”), este o datină însoțită de cântec, care sărbătorea la origine mitul zeului naturii (simbol al vegetației care moare și învie). Oamenii bisericii, pentru a elimina zeul păgân, l-au asimilat cu Ioan Botezătorul, astfel că data caloianului a fost fixată în proximitatea solstițiului de vară (24 iunie). Obiceiul este practicat de copii, într-o zi fixă (a treia marți sau a patra joi după Paști ori după Rusalii) sau, mai târziu, în orice zi secetoasă. Obiceiul are o terminologie populară bogată („Iene”, „Scaloian”, „Ududoi”, „Murmuliță de ploiță”, „Tatăl soarelui” etc.) și este cunoscut numai în sudul României, în Oltenia, Muntenia, Dobrogea și sudul Moldovei, unde seceta era mai frecventă.
Caloian este o denumire adaptata după numele lui Ioniță Caloian, împărat vlaho-bulgar, urmaș al valahilor Petru și Asan. 
Scaloianul aparține numai culturii de pe Valea Dunării inferioare care s-a extins înspre  vaile tuturor râurilor din sudul Carpaților cu precădere în zona unde au fost centrele regatelor getice. 
Descrierea acestui obicei așa cum era prin anii 1945:
-pregatirile începeau la Paste când de aduna cu grija cojile de la ouăle vopsite sau încondeiate ce se consumau la mesele Pascale;
-￼a doua marți după Paște se formau echipele din copiii de până la 14 ani sub îndrumarea bunicilor și mamelor. In sat se formau doua-trei echipe, nu mai multe;
-in a treia marți după Paste se începeau pregatirile. Se aducea pământ galben din gropile satului (nu exista sat fara gropi de extragere a pământului galben). Pământul galben se framanta cu apa neîncepută adunată de la trei fantani. Apa neinceputa=apa scoasă din fântână înaintea zorilor de zi. În după amiaza zilei respective se forma un chip omenesc din lutul preparat și se gătea acest chip cu cojile de oua de la Pasti, se făceau ochii cu coji albastre, sprâncene cu coji negre, gura cu coji roșii, îmbrăcămintea din diferite culori, etc. Numai fetele făceau aceste pregătiri;
-dupa asfințit fetele puneau chipul într-un sicriu sau pe o mica targa pregătite din timp;
-noaptea de marti /miercuri se începea priveghiul la care participau numai fetele și una-doua bunici;
-miercuri, prima persoana care venea cu flori și lumânare (ca la mort) era Mama Moașa. După ea veneau și alți copii sau chiar femei, mame sau bunici, aduceau flori din hârtie creponată confecționate în casă și două fire de flori din gradina. Nu exista casă țărănească fara gradina cu flori, erau o frumusețe a satelor românești, se întreceau fetele și femeile în a gati gradina și a o îngriji. Excela gradina bisericii, a școalei, a băncii sătești și a primăriei. Satul de la un capăt la altul era un spectacol: grădini de flori, grădini cu pomi fructiferi, case văruite alb strălucitor, garduri văruite, șanțuri îngrijite, podete văruite și lavițe la porți sau la intersecția ulițelor. Acum lumea a decăzut. In sate erau tradiții de neclintit. Învățătorii și preoții și șeful de post de jandarmi se implicau mult, nimeni nu putea să se sustraga căci se făcea de ras și mai erau și amenzile și corvezile șefului de post;
-miercuri se jelea Scaloianul precum un mort. După amiază se forma cortegiul unde luau parte și băieții: unul era popa, altul dascăl, alții patru erau ducatorii, iar ceilalti erau pur și simplu însoțitori, parte a cortegiului funebru;
-cortegiul format pleca din curtea casei unde se făcuseră pregătiri cu jelirea de rigoare, cu bocitoare, cu cruce și steag, o imitare a unei înmormantari. Se pleca din curte și se făcea preumblarea Scaloianului pe la porți. Miercuri la prânz veneau în sat toți oamenii din câmp, Joi era zi nelucrătoare;
-cortegiul cu Scaloianul preumblat se îndreptă spre camp unde erau lanurile de grâu verde;
-cortegiul se oprea la capătul locului cu graul verde cel mai mănos și se împărțeau toți copii in grupuri de câte doi. Se făcea ultima jelirea și ultimul bocet. Apoi se trăgea la sorti primul grup de doi copii care ascundeau Scaloianul  in lanul de grâu verde. Ceilalți copii se întorceau cu spatele, se spunea că orbește cel de se uita. Își acopereau fata și așteptau până cei care au ascuns Scaloianul ieșeau din lan și strigau: Scaloianul se uită la asfințit! Plecau doi sa caute. Dacă îl gaseau, atunci îl ascundeau ei și când ieșeau din lan strigau " Scaloianul se uită la asfințit". Daca nu îl gaseau, atunci ieșeau din lan și strigau "Scaloianul se uită la răsărit" și tot așa până la ultimul grup de căutători. Apoi Scaloianul la asfințitul Soarelui era condus spre sat dar fără cortegiul inițial. Când ajungeau în casă de unde plecase, Scaloianul se depunea pe prispa casei și se priveghea de fete, care puteau dormi,  iar Joi, în zori de zi când se îngână noaptea cu ziua, fetele puneau lumânări în jurul Scaloianului și porneau cu el la gârlă. Acolo aprindeau toate luminările și dădeau Scaloianul pe apa. Toată gârla se umplea de licărul  lumânărilor de la toți Scaloienii din toate satele de pe malurile gârlei. Era ceva înălțător! 
-Joi, se revenea acasă unde cu mic cu mare participau la pregatirea pomanei Scaloianului.￼ Se făceau plăcinte, ciorba de pasare cu tăiței, friptura de găină,  se pregătea vin cu miere.
-pe la ora prânzului se punea masa pe rogojini întinse în curte sau la strada, se acopereau  cu fete de masa. La pomana participau toți copiii, mamele și bunicile precum și bărbații adulți care nu pierdeau ocazia de a bea un pahar cu vin și de a discuta despre muncile campului. Se manca pe saturate, la pomana participau multe gospodine, dar participa la masa toți doritorii, era mâncare pentru toți și bardacele cu vin circulau din mana în mana. În capul mesei era invitata Mama Moașa, care dădea tonul începerii mesei. In fiecare sat era o Mama Moașa iar la comuna era Moașa Șefa, doftoroaia;
,-dupa terminarea mesei ieseau toții la drum unde se socotea apa din putz și se stropeau cu apa pe picioare, unii ajungeau leoarcă de uzi ce erau;
-a doua zi, vineri, erau paparudele, copii de țigani in pielea goala încinși cu fuste din bozi verzi înșirați pe atza, umblau din poarta in poarta și jucau paparuda, gospodinele ii stropeau cu apa și le dădea cate un ciurel de porumb sau grau. Paparudele, cred că este obicei adus de țigani de prin India, trebuie studiat. Sigur nu este obicei românesc dar pentrucă era bun pentru ploaie a fost acceptat de către țăranii romani.
Legături cu trecutul îndepărtat.
Scaloianul era mai răspândit în zonele unde au fost culturile Boian, Hamangia, cred că este un o tradiție religioasă păgână din preistoria daco-getilor. Preoții inca erau rău porniți împotriva Scaloianului, îl aruncau, dar țăranii săreau în apărarea copiilor pe motiv că era o joaca de copii. Cred că în trecut era o tradiție practicată de adulți dar impunerea creștinismului a impus că să rămână un obicei mascat ca o joaca de copii. Existența in aceasta tradiție a unui copil înveșmântat in popa dovedește că a fost o tradiție religioasă care s-a adaptat vremurilor. Existența în eveniment a Mamei Moașa, o personalitate foarte respectată în lumea satului românesc denotă că tradiția este străveche. Cea mai veche meserie a lumii este Moasa. Moașa a fost și prima preoteasa a lumii deoarece este cea care l-a descoperit pe Dumnezeu. Când apare suferinta și mila, când copilul nou născut moare sau moare mama la naștere, sau mor amândoi, moașa e prima persoana din lume care cunoaște mila, compasiunea, care lăcrimează plângând durerea și neputința, când are speranța și lupta, când reușește, atunci moașa l-a descoperit pe Dumnezeu căruia se închina și se roagă în felul de atunci. Noi suntem creștini, credinta noastră este mult evoluată fata de timpurile când familia era turma de femei și bărbați, descoperirea lui Dumnezeu duce in decurs de milenii la desprinderea omului de fiara, e perioada îndelungată când se dezvolta gândirea omului, vorbirea, conștiința, toate prin credință în Dumnezeu, forța necunoscuta  care domina lumea, care împarte spaimele pe mai mulți zei, idoli, dar care în final a ajuns la Dumnezeul unic. In epoca matriarhatului, Moașa predomina viața sacerdotala a familiei primitive. In satele românești încă era tradiția ca lampa și focul în vatra sa fie aprinse de bunica sau mama, ori o persoana feminina. Bărbații aprindeau orice foc din afara casei, femeile nu făceau asta. Erau reminiscențe din trecut când femeia era capul familiei și stapana vetrei. Scaloianul este o zeitate păgână, un idol, pe care crestinismul nu a putut să îl incadreze dar nici să îl elimine. Moș Crăciun a devenit un înger al Domnului și a fost asimilat sarbatoririi Nașterii Domnului și introdus în primul calendar creștin întocmit de un geto-dac, Sf.Dionisie cel Mic sau Exigul originar din Silistra/Dârstor. Cu Scaloianul nu s-a putut face nimic poate din cauză că este mai vechi decât Moș Crăciun, probabil vine din zorii omenirii. Sper că specialiștii în trecutul omenirii sa caute ce ascunde acest obicei pe cale de dispariție. Trebuie avut în vedere că istoria Europei nu a început nici cu Grecia și nici cu Roma. Primile treburi care s-au așezat în Atica cu cca 1500-2000 ani înainte de Hristos au găsit acolo triburile pelasge care plecaseră de la Dunăre cu multe secole mai devreme.

## Ritualul conservat de folclor
Caloianul este o păpușă sau sub forma unui idol, confecționat din lut sau alte materiale, împodobit cu flori și îngropat în cadrul unui ceremonial tradițional (bocire, pomană, masă etc.). Ca număr se pot face de la unul până la nouă exemplare.  După trei zile „Caloianul” era dezgropat, adus în sat și bocit din nou, pe tot drumul către apa în care urma să fie aruncat (în fântână) sau pe care era lăsat să plutească (pe râu, baltă, lac). Odată încheiată această ceremonie fetele se adunau la casa uneia dintre ele pentru a face „ghizmanul” (o plăcintă) și alte mâncăruri, la care îi invitau pe flăcăi și pe ceilalți săteni, pentru a se ospăta din pomana caloianului. Adesea, cu această ocazie se cânta din fluier și cimpoi, făcându-se horă și joc, până seara târziu. Textul poetic este o invocație pentru ploaie și urare de belșug, se cântă pe o melopee cu ambitus redus, cu profil ascendent, în valori ritmice egale:
 „Iene-Iene, Caloiene,

Ia cerului torțile

Și deschide porțile,

Și pornește ploile,

Curgă ca șuvoile,

Umple-se pâraiele

printre toate văile,

Umple-se fântănile,

Să răsară grânele,

Florile, verdețele,

Să crească fânațele

Să-s-adape vitele,

Fie multe pitele”.
sau pe melodie de bocet local, cu formă liberă improvizată:
 „Iene, Caloiene!

Tinerel te-am îngropat,

De pomană că ți-am dat,

Apă multă și vin mult

Să dea Domnul ca un sfânt,

Apă multă să ne ude,

Să ne facă poame multe!”.

## Sensul mistic al ritualului
Caloianul coincide cu o perioadă climaterică de mare însemnătate pentru încolțirea și creșterea culturilor, având drept scop asigurarea unor condiții normale de precipitații naturale. Apa care este simbolul vieții, este invocată pentru a obține fertilizarea pământului și fecunditatea animalelor, cu scopul obținerii belșugului pentru țărani.

## Origini
La origine caloianul a fost un ritual de inițiere, probabil de sorginte tracă, peste care s-a suprapus ulterior un ritual al aducerii/alungării ploilor. Obiceiul caloianului este o reminescență din mitologia romană, ca și Paparudele. Romanii obișnuiau să-l invoce pe Jupiter pluvius în sărbătorile robigale. Obiceiul a fost foarte răspândit până pe la mijloculul secolului al XX-lea.

## Vezi și
- Paparudă

## Legături externe
- Sărbători cu dată mobilă (Raportat la data Paștelui) – anul 2015 / 28-30 aprilie 2015 – Caloianul / Scaloianul, traditieialomita.ro
- Sărbătorile lunii mai la români Autor: Ioana Hares, publicat în agero-stuttgart.de, accesat la 4 ianuarie 2016
- Caloianul la crestinortodox.ro